# Едвін Ф. Уль
Едвін Фуллер Уль (14 серпня 1841 – 17 травня 1901) був відомим юристом і політиком зі штату Мічиган у США. Він працював мером міста Гранд-Рапідса, штат Мічиган, а також послом США у Німеччині та помічником Державного секретаря Сполучених Штатів Америки.

## Біографія
Уль народився в містечку Раш, штат Нью-Йорк, США, у сім’ї Девіда М. і Кетрін (Де Гармо) Уль. Сім'я переїхала на ферму поблизу Іпсіланті, штат Мічиган, у 1844 році. Уль закінчив Мічиганський університет у 1862 році та отримав ступінь магістра в цьому ж університеті в 1863 році. Потім він вивчав право, отримавши допуск колегії адвокатів штату Мічиган у січні 1864 року, і почав юридичну практику. Протягом наступних тридцяти років він займався адвокатською діяльністю самостійно та в партнерстві з іншими адвокатами.
1 травня 1865 року Уль одружився з Еліс Фоллетт, дочкою Бенджаміна Фоллетта, колишнього мера Іпсіланті. У шлюбі у них народилося четверо дітей: Люсі Фоллетт, Девід Едвін, Еліс Едвіна та Маршалл Мортімер.
У 1870 році Уль був обраний прокурором округу Ваштено і пропрацював на цій посаді два роки. У 1876 році родина Улів переїхала до міста Гранд-Рапідс, штат Мічиган. У 1881 році він став президентом Національного банку Гранд-Рапідс, і обіймав цю посаду до 1893 року. Едвін Ф. Уль знову очолив Національний банк Гранд-Рапідс у 1897 році. Також певний час він був президентом Асоціації адвокатів Гранд-Рапідс. У 1890 році він був обраний мером Гранд-Рапідса, і пропрацював на цій посаді два роки.
У 1893 році Едвін Ф. Уль був призначений помічником Державного секретаря США та переїхав до Вашингтона, округ Колумбія. З 28 травня по 9 червня 1895 року він виконував обов'язки Державного секретаря за указом Президента США Гровера Клівленда  У 1895 році Федеральний уряд США призначив його інспектувати консульські установи США по всій Європі, а в 1896 році він був призначений послом у Німеччині, і обіймав цю посаду до 1897 року, коли після виборів Президента США призначені особи вже колишнім Президентом Клівлендом були замінені. 
Едвін Ф. Уль після цього повернувся до міста Гранд-Рапідс, штат Мічиган, і продовжив там свою роботу до самої смерті через чотири роки у 1901 році.
Він похований на кладовищі Хайленд в місті Іпсіланті, штат Мічиган .